# Julio Chávez
Julio Hirsch, (Buenos Aires, 14 de julho de 1956) conhecido profissionalmente como Julio Chávez, é um ator argentino. Ele tem uma longa carreira no teatro, tanto como ator quanto como diretor. Estrelou vários filmes e séries de televisão. É vencedor de numerosos prêmios, incluindo o Urso de Prata no Festival de Cinema de Berlim, o Prêmio Platino e três Cóndor de Plata.

## Filmografia

### Televisão
| Ano       | Título                      | Emissora | Papel                          | Nota(s)               |
| --------- | --------------------------- | -------- | ------------------------------ | --------------------- |
| 1973      | Alguien como vos            | Canal 13 | Julio                          | Personagem recorrente |
| 1973-1974 | Alguien como usted          | Canal 13 | Pablo Rodríguez                | Personagem recorrente |
| 1982      | Los siete pecados capitales | ATC      | Sergio                         | Personagem recorrente |
| 1985-1986 | Rompecabezas                | Canal 11 | Ismael                         | Personagem recorrente |
| 1990      | Le roi de Patagonie         | France 3 | Pikkendorf                     | Personagem recorrente |
| 1992-1993 | Zona de riesgo              | Canal 13 | Bruno                          | Supporting Actor      |
| 1996      | De poeta y de loco          | Canal 13 | Antonio                        | Co-protagonista       |
| 1997      | Archivo negro               | Canal 13 | Mateo                          | Papel principal       |
| 2004-2009 | Epitafios                   | HBO      | Renzo Márquez                  | Papel principal       |
| 2009      | Tratame bien                | El Trece | José Chokaklian                | Papel principal       |
| 2011      | El puntero                  | El Trece | Pablo Aldo "El Gitano" Perotti | Papel principal       |
| 2013-2014 | Farsantes                   | El Trece | Guillermo Graziani             | Papel principal       |
| 2015      | Signos                      | El Trece | Antonio Cruz                   | Papel principal       |
| 2017      | El maestro                  | El Trece | Abel Prat                      | Papel principal       |
| 2018      | El host                     | FOX      | Ele mesmo                      | Convidado             |
| 2019-2021 | El Tigre Verón              | El Trece | Miguel "El Tigre" Verón        | Papel principal       |